# 942 Ромільда
942 Ромільда (942 Romilda) — астероїд головного поясу, відкритий 11 жовтня 1920 року.
Тіссеранів параметр щодо Юпітера — 3,157.